# Ptilinop capblanc
El ptilinop capblanc (Ptilinopus eugeniae) és una espècie d'ocell de la família dels colúmbids (Columbidae) que habita els boscos d'algunes illes del sud-est de les Salomó.